# 엣추미야자키역
엣추미야자키역(일본어: 越中宮崎駅, えっちゅうみやざきえき)은 일본 도야마현 시모니카와군 아사히정에 있는 아이노카제토야마 철도의 철도역이다.

## 역 구조
섬식 1면 2선 구조의 지상역이다. 정류소로 취급되고 있다. 역사는 서쪽에 있으며, 승강장과는 구름다리로 이어져 있다.
도야마 지역 철도부가 관리하는 무인역이다.

### 승강장
| 1 | ■ 니혼카이 히스이 라인 직결 운행 | 이토이가와 · 나오에쓰 방면 |
| 2 | ■ 아이노카제토야마 철도선        | 도마리 · 도야마 방면       |

## 역세권 정보
- 미야자키·사카이 해안
- 국도 제8호선

## 역사
- 1957년
  - 10월 1일: 일본국유철도 호쿠리쿠 본선 도마리 역 ~ 이치부리 역 사이에 "엣추미야자키 신호장"이 설치됨.
  - 11월 20일: 역으로 승격하여 "엣추미야자키 역"이 되었다.
- 1987년 4월 1일: 민영화에 따라 서일본 여객철도의 소속이 되었다.
- 2015년
  - 3월 14일: 호쿠리쿠 신칸센의 연장 개통에 따라, 아이노카제토야마 철도으로 소속이 이관되었다.
  - 3월 26일: ICOCA 도입(다만 도야마 방면으로 이용시에 한함)

## 기타
- 엣추미야자키 역과 이치부리 역 사이에는 도야마 현과 니가타현의 경계가 있다.
- 역에 오는 열차는 대부분이 에치고토키메키 철도 ET122형 동차 차량이다.

## 인접역
| 아이노카제토야마 철도 아이노카제토야마 철도선 | 아이노카제토야마 철도 아이노카제토야마 철도선 | 아이노카제토야마 철도 아이노카제토야마 철도선 |
| --------------------------------------------- | --------------------------------------------- | --------------------------------------------- |
| 도마리 도야마 방면                            |                                               | 이치부리 나오에쓰 방면                        |